# Pleurothallis paradoxa
Pleurothallis paradoxa é uma espécie de orquídea epífita, família Orchidaceae. É planta de baixa altitude que vive nas florestas úmidas de Imbabura, no Equador. Trata-se de planta ereta, de caules finos, com uma folha estreita e longa e inflorescência longa com poucas flores espaçadas, de sépalas glabras, as laterais soldadas, pétalas pequenas e translúcidas e labelo verrucoso espesso obscuramente trilobulado com minúsculos lobos laterais eretos e lobo intermediário longo. O rostelo tem dois lobos laterais curvos e longos. Seu exato posicionamento filogenético é incerto porém sabe-se que esta espécie está incluída entre os clados de Acianthera. Antes esteve classificada em um subgênero de Pleurothallis junto com outras três espécies, o qual depois foi elevado a gênero, Didactylus.

## Publicação e sinônimos
- Pleurothallis paradoxa Luer & Dalström, Lindleyana 11: 177 (1996).

Sinônimos homotípicos:
- Didactylus paradoxa (Luer & Dalström) Luer, Monogr. Syst. Bot. Missouri Bot. Gard. 103: 310 (2005).